# Diócesis de Lead
La diócesis de Lead (en latín: Dioecesis Leadensis y en inglés: Roman Catholic Diocese of Lead) fue una circunscripción eclesiástica de la Iglesia católica en Estados Unidos. Se trataba de una diócesis latina, sufragánea de la arquidiócesis de Saint Paul y Mineápolis. Fue suprimida el 11 de abril de 1917 y restaurada como diócesis titular en 1995. Desde el 5 de mayo de 1998 su obispo titular es Joseph Nathaniel Perry.

## Territorio y organización
La diócesis tenía 108 155 km² y extendía su jurisdicción sobre los fieles católicos de rito latino residentes en la parte occidental del estado de Dakota del Sur al oeste del río Misuri.
La sede de la diócesis se encontraba en la ciudad de Lead, en donde su catedral era la iglesia de San Patricio, hoy perteneciente a la diócesis de Rapid City.
En 1928 en la diócesis existían 188 parroquias.

## Historia
La diócesis de Lead fue erigida el 4 de agosto de 1902 mediante el breve Quae rei sacrae del papa León XIII, obteniendo el territorio de la diócesis de Sioux Falls.
El obispo austríaco John Stariha inauguró la diócesis el 23 de noviembre de 1092. Durante sus siete años como obispo aumentó el número de sacerdotes en la diócesis de 17 a 25 y el número de parroquias y misiones de 25 a 53.
En 1910 el papa Pío X nombró a Joseph Busch como obispo de Lead. Durante su mandato, Busch abogó por la abolición del trabajo dominical. Lead era entonces una pequeña localidad alrededor de minas de oro. Su propuesta recibió tantas críticas que se vio obligado a trasladarse de Lead a Rapid City.
El 1 de agosto de 1930, mediante la bula Apostolicis Litteris del papa Pío XI, la sede fue trasladada de Lead a Rapid City y la diócesis fue renombrada diócesis de Rapid City.

### Diócesis titular
Desde 1995 Lead figura entre las sedes episcopales titulares de la Iglesia católica. Desde el 5 de mayo de 1998 el obispo titular es Joseph Nathaniel Perry, obispo auxiliar emérito de la arquidiócesis de Chicago.

## Estadísticas
Según el sitio Catholic-Hierarchy la diócesis tenía a fines de 1928 un total de 39 435 fieles bautizados.
| Año                         | Población            | Población | Población      | Sacerdotes | Sacerdotes    | Sacerdotes    | Bautizados por sacerdote | Diáconos permanentes | Religiosos | Religiosos | Parroquias |
| Año                         | Bautizados católicos | Total     | % de católicos | Total      | Clero secular | Clero regular | Bautizados por sacerdote | Diáconos permanentes | Varones    | Mujeres    | Parroquias |
| --------------------------- | -------------------- | --------- | -------------- | ---------- | ------------- | ------------- | ------------------------ | -------------------- | ---------- | ---------- | ---------- |
| 1918                        | 25 000               |           |                | 58         | 47            | 11            | 431                      |                      |            |            | 115        |
| 1928                        | 39 435               |           |                | 104        | 86            | 18            | 379                      |                      |            |            | 188        |
| Fuente: Catholic-Hierarchy. |                      |           |                |            |               |               |                          |                      |            |            |            |

## Episcopologio
- John Stariha † (2 de septiembre de 1902-29 de marzo de 1909 renunció[nota 2])
- Joseph Francis Busch † (9 de abril de 1910-19 de enero de 1915 nombrado obispo de Saint Cloud)
- John Jeremiah Lawler † (29 de enero de 1916-1 de agosto de 1930 sede renombrada diócesis de Rapid City)

### Obispos titulares
- Joseph Nathaniel Perry, desde el 5 de mayo de 1998